# José González González
José González González (Tocina, provincia de Sevilla, 6 de diciembre de 1945) es un exfutbolista español que se desempeñaba como delantero.

## Clubes
| Club                | País   | Año       |
| ------------------- | ------ | --------- |
| Real Betis Balompié | España | 1966-1973 |
| Real Zaragoza       | España | 1973-1978 |
| Granada C. F.       | España | 1978-1979 |